# Fumaria schleicheri
Fumaria schleicheri là một loài thực vật có hoa trong họ Anh túc. Loài này được Soy.-Will. mô tả khoa học đầu tiên năm 1828.

## Hình ảnh

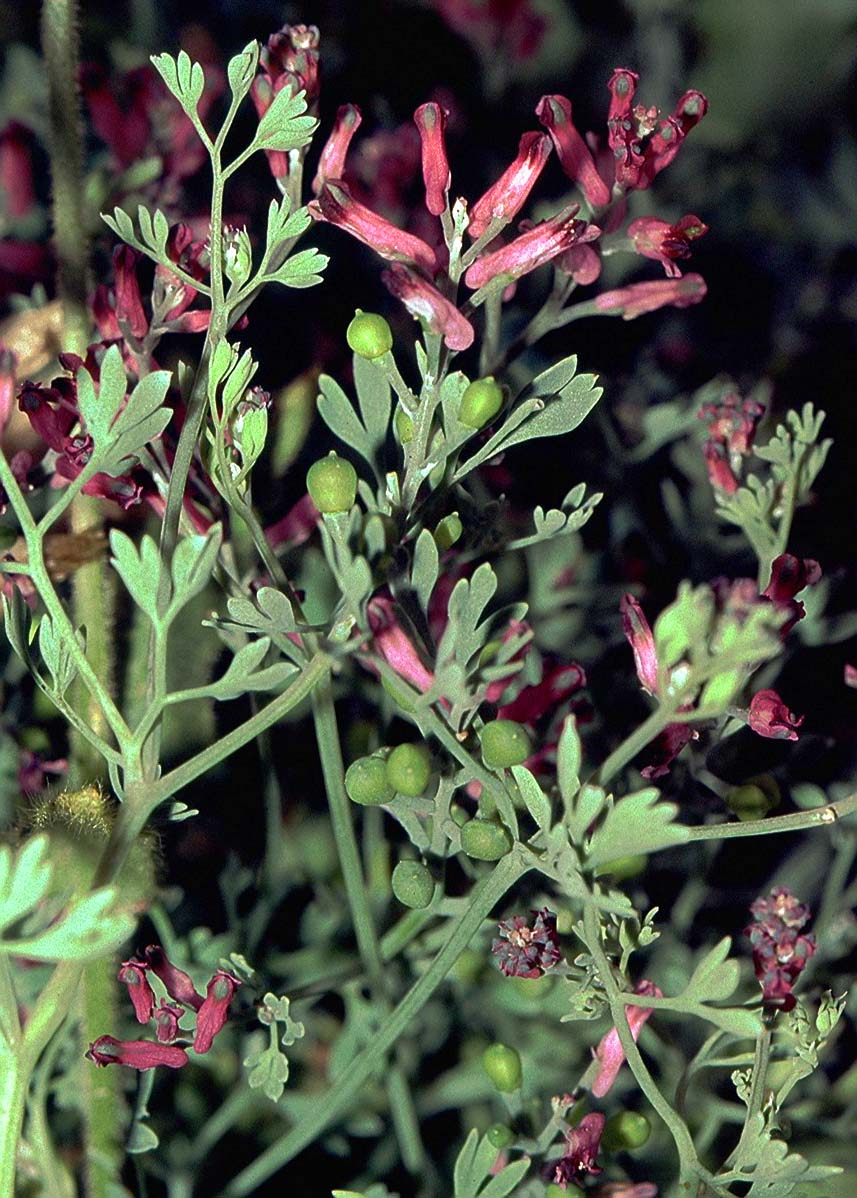
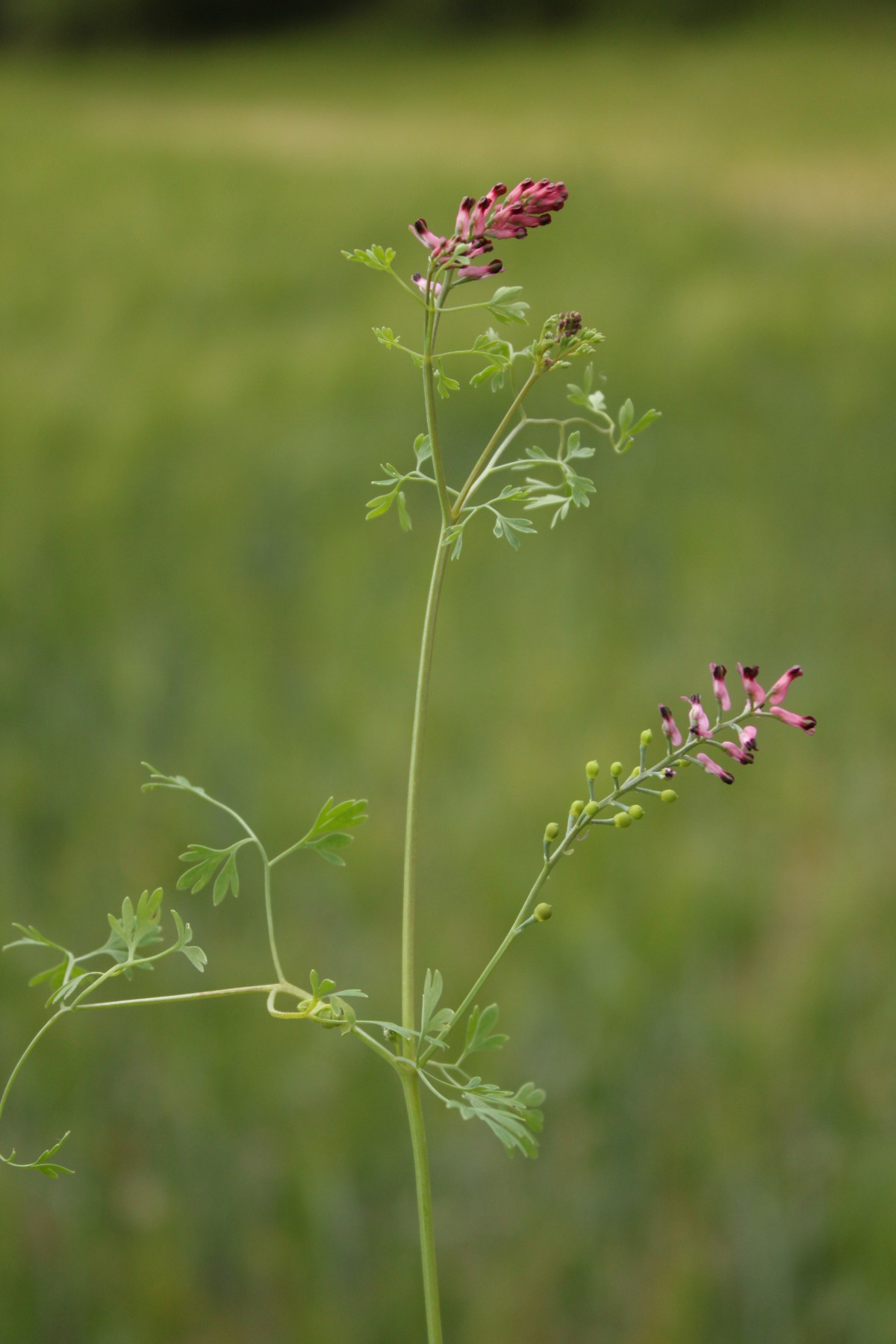